# Национальная кинопремия (Индия) за лучшую режиссуру
Национальная кинопремия за лучшую режиссуру (хинди राष्ट्रीय चित्रपट पुरस्कार, सर्वोत्कृष्ट दिग्दर्शन) — категория главной кинематографической премии Индии под эгидой Дирекции кинофестивалей Министерства информации и телерадиовещания Правительства Индии, присуждаемая режиссёрам за лучшую постановку фильма на любом из языков или диалектов Индии.

## Описание
Премия за лучшую режиссуру была введена в рамках общего решения оргкомитета награды предусмотреть, начиная с 15-й церемонии награждения (в 1968, по результатам 1967 года), призы не только для наиболее значительных работ (фильмов) кинематографа Индии, но также для участвовавших в их создании актёров и участников съёмочной группы. Первым лауреатом премии стал режиссёр Сатьяджит Рай за работу над триллером «Зверинец» (бенгали, 1967).
Номинация и награждение по творческим результатам каждого года (с 1 января по 31 декабря включительно) проводятся в последующем году. Честь вручения премий традиционно принадлежит президенту Индии. Вплоть до 1973 года, приз за лучшую режиссуру был представлен почетным знаком и денежным призом в 5 тысяч рупий, с 1988 года режиссёры награждаются премией «Золотой Лотос» (хинди स्वर्ण कमल, Swarna Kamal), включающей медальон премии (NFA), сертификат о награждении и денежный приз.
Изменение со временем состава (помимо сертификата награждения) и суммы премии показано в таблице:
| Годы и номера награждений        | Приз                          |
| -------------------------------- | ----------------------------- |
| 1968 (15-е) — 1973 (20-е)        | Почетный знак + 5 тыс. рупий  |
| 1974 (21-е) — 1987 (34-е)        | Rajat Kamal + 20 тыс. рупий   |
| 1988 (35-е)                      | Swarna Kamal + 25 тыс. рупий  |
| 1989 (36-е) — 2006 (53-е)        | Swarna Kamal + 50 тыс. рупий  |
| 2007 (54-е) — по настоящее время | Swarna Kamal + 250 тыс. рупий |

## Статистика премии
За 45 лет существования категории премия за лучшую режиссуру, с учетом случаев двух лауреатов года, была выдана 47 раз, 30 различным режиссёрам.
При том, что кино в Индии снимается на более чем 20 основных языках страны, выигравшие работы на настоящий момент принадлежат только к девяти из них: английскому, ассамскому, бенгали, каннада, малаялам, маратхи, панджаби, хинди и тамильскому языкам.
- Лауреат наибольшего количества премий в категории: Сатьяджит Рай (премии 1968, 1969, 1972, 1975, 1976 и 1992).
- Лауреат премий за фильмы на различных языках: Мринал Сен, получивший премии в 1970 и 1984 году за фильмы на хинди, а в 1980 и 1981 году — за фильмы на бенгальском языке.
- Самый возрастной лауреат: уже упомянутый выше Сатьяджит Рай, награждённый в 1992 году в возрасте 71 года.
- Самый молодой лауреат: Мани Каул[англ.], награждённый в 30-летнем возрасте за фильм «Сомнение»[англ.].

Ряд обладателей премии являются также лауреатами других престижных музыкальных и кинопремий, а также одной или нескольких правительственных наград различного уровня, пятеро из них — Сатьяджит Рай, Мринал Сен, Адур Гопалакришнан, Шьям Бенегал и Тапан Синха — были удостоены премии Фальке, высшей награды Индии для кинематографистов (соответственно в 1984, 2003, 2004, 2005 и 2006 годах).

## Таблица лауреатов

### 1960—1970-е годы
| Год и номер церемонии | Лауреаты                 | Фото                                 | Фильмы и их языки            | Формулировки | Ссылки      |
| --------------------- | ------------------------ | ------------------------------------ | ---------------------------- | --- | ----------- |
| 1968 (15-е вручение)  | Сатьяджит Рай            |                                      | «Зверинец» (бенгали)         | | [ 1 ]       |
| 1969 (16-е вручение)  | Сатьяджит Рай            | «Приключения Гупи и Багхи» (бенгали) |                              | [ 4 ] |             |
| 1970 (17-е вручение)  | Мринал Сен               |                                      | «Бхуван Шом» (хинди)         | | [ 5 ] [ 6 ] |
| 1971 (18-е вручение)  | Сатьяджит Рай            |                                      | «Противник» (бенгали)        | | [ 5 ]       |
| 1972 (19-е вручение)  | Гириш Карнад Б.В. Карант |                                      | «Семейное древо» (каннада)   | | [ 8 ]       |
| 1973 (20-е вручение)  | Адур Гопалакришнан       |                                      | «По своей воле» (малаялам)   | | [ 9 ]       |
| 1974 (21-е вручение)  | Мани Каул                |                                      | «Сомнение» (хинди)           | | [ 10 ]      |
| 1975 (22-е вручение)  | Сатьяджит Рай            |                                      | «Золотая крепость» (бенгали) | | [ 11 ]      |
| 1976 (23-е вручение)  | Сатьяджит Рай            | «Посредник» (бенгали)                |                              | [ 12 ] |             |
| 1977 (24-е вручение)  | П. Ланкеш                |                                      | «Паллави» (каннада)          | | [ 13 ]      |
| 1978 (25-е вручение)  | Г. Аравиндан             |                                      | «Золотая Сита» (малаялам)    | «За смелое и бескомпромиссное исследование древнего эпоса через подчеркнуто новый кинематографический язык, за способность заставить камеру говорить более красноречиво, чем интроспективные персонажи Рамаяны, за создание внутреннего эскиза главных героев на обширном фоне природы, за согласование глубоких философских идей с удивительными воплощениями красот физического мира.» | [ 14 ]      |
| 1979 (26-е вручение)  | Г. Аравиндан             |                                      | «Шапито» (бенгали)           | «За создание по-настоящему режиссёрского фильма, который эффективно раскрывает пафос и скуку в жизни деревенских цирковых артистов и их аудитории.» | [ 15 ]      |

### 1980-е годы
| Год и номер церемонии | Лауреаты             | Фото                         | Фильмы и их языки | Формулировки | Ссылки |
| --------------------- | -------------------- | ---------------------------- | --- | --- | ------ |
| 1980 (27-е вручение)  | Мринал Сен           |                              | «Тихий день начинается» / «День как день» (бенгали) | |        |
| 1981 (28-е вручение)  | Мринал Сен           | «Анатомия голода» (малаялам) | «За исследование неизбежного конфликта между городской и сельской культурой, за демонстрацию почти в каждом эпизоде виртуозного обращения и полного контроля над средствами.» | [ 16 ] |        |
| 1982 (29-е вручение)  | Апарна Сен           |                              | «Переулок Чауринги, 36» (английский) | «За эффектное дирижирование творческими и техническими элементами в своем первом фильме, за пронзительное изображение одиночества в старости, и за привлечение на экран ситуации, отражающей правду жизни в достигшей независимости Индии.» | [ 17 ] |
| 1983 (30-е вручение)  | Утпаленду Чакраборти |                              | «Завещание приговорённого» (бенгали) | «За его беспощадное разоблачение некоторых аспектов социальной несправедливости с достойным восхищения владением собственными средствами.»                                                                                                  | [ 18 ] |
| 1984 (31-е вручение)  | Мринал Сен           |                              | «Развалины» (хинди) | «For its subtle blending of nostalgia and contemporary social comment and the powerful visual exploration of the theme.» | [ 20 ] |
| 1985 (32-е вручение)  | Адур Гопалакришнан   |                              | «Лицом к лицу» (малаялам) | | [ 21 ] |
| 1986 (33-е вручение)  | Шьям Бенегал         |                              | «Прошлое, настоящее и будущее» (хинди) | «За мастерское обращение с необычной историей, которая, путём тонкого и деликатного обращения, выявляет конфликты в семье, захваченной в ловушку странных воспоминаний и ситуаций.»                                                         | [ 22 ] |
| 1987 (34-е вручение)  | Г. Аравиндан         |                              | «Oridathu» (малаялам) | «За его виртуозное и убедительное изображение меняющегося общества, вращающегося под натиском технического прогресса.» | [ 23 ] |
| 1988 (35-е вручение)  | Адур Гопалакришнан   |                              | «Монолог» (малаялам) | «За исключительное владение профессией, имея дело с очень сложной и необычной темой для кино.» | [ 24 ] |
| 1989 (36-е вручение)  | Шаджи Н. Карун       |                              | «Рождение» (малаялам) | «За замечательный успех в выполнении слияния различных элементов и создании новых высот кинематографической эстетики.» | [ 25 ] |

### 1990-е годы
| Год и номер церемонии | Лауреаты           | Фото | Фильмы и их языки                        | Формулировки | Ссылки |
| --------------------- | ------------------ | ---- | ---------------------------------------- | --- | ------ |
| 1990 (37-е вручение)  | Адур Гопалакришнан |      | «Стены» (малаялам)                       | «За успешное фиксирование духа короткого рассказа знаменитого писателя Ваиккома Мохаммеда Башира, основанного на его днях в тюрьме.»                                                                       | [ 26 ] |
| 1991 (38-е вручение)  | Тапан Синха        |      | «Смерть одного доктора» (хинди)          | «За показ современной проблемы с мужеством, тонкостью и изяществом.» | [ 27 ] |
| 1992 (39-е вручение)  | Сатьяджит Рай      |      | «Странник» (бенгали)                     | «За выдающееся мастерство и владение языком кино, которое он использовал в создании поразительного кинематографического опыта.»                                                                            | [ 28 ] |
| 1993 (40-е вручение)  | Гаутам Гхош        |      | «Padma Nadir Majhi» (англ.) (бенгали)    | «За его поразительно убедительную реализацию романа Маника Бандорадхьйя в захватывающий кинематографический опыт.»                                                                                         | [ 29 ] |
| 1994 (41-е вручение)  | Т. В. Чандран      |      | «Понтхан Мада» (малаялам)                | «За мастерское изложение целого ряда человеческого опыта в поэзии в целлулоиде.» | [ 30 ] |
| 1995 (42-е вручение)  | Джахну Баруа       |      | «Xagoroloi Bohudoor» (англ.) (ассамский) | «За фиксирование ассамской жизни и реальности в оригинальном формате, однозначно связанном с режиссёром, и за обогащение, таким образом, спектра индийского кино.»                                         | [ 31 ] |
| 1996 (43-е вручение)  | Саид Ахтар Мирза   |      | «Naseem» (англ.) (хинди)                 | «За в высшей степени трогательное изображение семьи в суматохе в разгар коммунальной дисгармонии с лиризмом и гениальными кинематографическими штрихами.»                                                  | [ 32 ] |
| 1997 (44-е вручение)  | Агатхиян           |      | «Kaadhal Kottai» (англ.) (тамили)        | «За блестяще связанный сюжет, сохранящий темп и ритм необычной истории любви до конца.» | [ 33 ] |
| 1998 (45-е вручение)  | Джайрадж           |      | «Игра бога» (малаялам)                   | «За успешный перенос классической пьесы, сохранив традиционную „Theyyam“ художественную форму в качестве фона, и плетение крайне напряженной истории, никогда не теряя контроль над средствами выражения.» | [ 34 ] |
| 1999 (46-е вручение)  | Радживнат          |      | «Janani» (малаялам)                      | «For a warmly compassionate film where subject and treatment are in perfect harmony.» | [ 35 ] |

### 2000-е годы
| Год и номер церемонии | Лауреаты           | Фото | Фильмы и их языки                    | Формулировки | Ссылки        |
| --------------------- | ------------------ | ---- | ------------------------------------ | --- | ------------- |
| 2000 (47-е вручение)  | Буддхадеб Дасгупта |      | «Уттара» (бенгали)                   | «За умелое переплетение различных нитей жизни посредством метафор, символов и народных образов, чтобы поставить под сомнение определение человечности в наше подлое время»                                                             | [ 36 ]        |
| 2001 (48-е вручение)  | Ритупарно Гхош     |      | «Фестиваль» (бенгали)                | «За работу с большой группой актеров в пределах беспорядочно построенного старого дома. Режиссёр строит простенькое, увлекающее и полностью достоверное повествование и вызывает в процессе некоторые исключительно мощные исполнения» | [ 37 ]        |
| 2002 (49-е вручение)  | Б. Ленин           |      | «Ooruku Nooruper» (тамили)           | «За рассказ богатой событиями истории революционера, убившего за своё дело и получившего смертный приговор за своё преступление. Он также рассматривает вопрос о смертной казни»                                                       | [ 38 ]        |
| 2003 (50-е вручение)  | Апарна Сен         |      | «Спасение во имя любви» (английский) | «За её эффектное и тонкое обращение с людьми, попавшими в трудные и сложные времена» | [ 39 ] [ 40 ] |
| 2004 (51-е вручение)  | Гаутам Гхош        |      | «Снова в лесу» (бенгали)             | «За его сложное плетение человеческих судеб в широком диапазоне социально-политических и кинематографических историй» | [ 41 ]        |
| 2005 (52-е вручение)  | Буддхадеб Дасгупта |      | «Swapner Din» (бенгали)              | «За его надлежащее использование метафор и комплексное обращение с социально политической ситуацией, присутствующей в Западной Бенгалии, на языке одновременно кинематографическом и поэтическом»                                      | [ 42 ]        |
| 2006 (53-е вручение)  | Рахул Дхолакия     |      | «Парзания» (английский)              | «За убедительную документацию современных человеческих жизней, захваченных в трудные времена межобщинной ненависти и насилия» | [ 43 ]        |
| 2007 (54-е вручение)  | Мадхур Бхандаркар  |      | «Жизнь по сигналу светофора» (хинди) | «Заизвилистость в жизни, средствах к существованию и проблемах уличных жителей мегаполиса и вдохновляющую позицию, которая делает главного героя образцом для подражания всего общества»                                               | [ 44 ]        |
| 2008 (55-е вручение)  | Адур Гопалакришнан |      | «Naalu Pennungal» (малаялам)         | «За его нежное и тонкое обращение с гендерными аспектами в обычном обществе. Четыре женщины разного семейного положения тривиализуются и подвергаются крайнему пренебрежению со стороны непосредственных партнеров и семьи»            | [ 45 ]        |
| 2009 (56-е вручение)  | Бала               |      | «Я — бог» (тамили)                   | «For its powerful handling of an extraordinary subject that focuses on marginal characters with great convection» | [ 46 ]        |

### 2010-е годы
| Год и номер церемонии | Лауреаты                   | Фото | Фильмы и их языки                  | Формулировки | Ссылки        |
| --------------------- | -------------------------- | ---- | ---------------------------------- | --- | ------------- |
| 2010 (57-е вручение)  | Ритупарно Гхош             |      | «Вечное» (бенгали)                 | «За многослойное повествование об эмоциональном конфликте, роскошную фактуру и групповое исполнение». | [ 47 ]        |
| 2011 (58-е вручение)  | Ветримааран                |      | «Поле битвы» (тамили)              | «За суровую историю о любви, ревности и предательстве посреди кровавого спорта и насилия в духе реалистичного кино». | [ 48 ]        |
| 2012 (59-е вручение)  | Гурвиндер Сингх            |      | «Anhe Ghore Da Daan» (панджаби)    | «За захватывающее изображение жизни людей в деревне, борющихся с реальностью крупномасштабного промышленного развития. Режиссёр использует находчивую форму повествования, в которой звук, пространство и тело отчетливо действуют, образуя переживание хрупкого существования. Каждое лицо, изображенное в фильме, несет в себе признаки неотвязной травмы. Это эстетический „тур насилия“, который уверенно и успешно переосмысливает очертания индийского экспериментального кино». | [ 49 ]        |
| 2013 (60-е вручение)  | Шиваджи Лотан Патил        |      | «Dhag» (маратхи)                   | «Суровая реальность крематория и его обитателей, проводящих последние обряды, составляет основу этого замечательного фильма, трогающего ваше сердце. Творческое мастерство режиссера пронизывает все его ответвления на всём протяжении этого блестящего фильма». | [ 50 ] [ 51 ] |
| 2014 (61-е вручение)  | Хансал Мехта               |      | «Шахид» (хинди)                    | «Замечательно снятый фильм, в котором рассказывается реальная история убитого правозащитника и адвоката Шахида Азми на фоне развязанного в Мумбаи межобщинного насилия. История бедного мусульманина, который пытался смириться с несправедливостью, неравенством и подняться над своими обстоятельствами. Это вдохновляющее свидетельство человеческого духа». | [ 52 ] [ 53 ] |
| 2015 (62-е вручение)  | Сриджит Мукерджи           |      | «Chotushkone» (бенгали)            | «За блестящее рефлексивное использование кинематографической идиомы через игривую и новаторскую мизансцену, переходящую в неожиданную и захватывающую кульминацию». | [ 54 ]        |
| 2016 (63-е вручение)  | Санджай Лила Бхансали      |      | «Баджирао и Мастани» (хинди)       | «За мастерское владение всеми аспектами кино и вплетение трагической истории любви в грандиозную историческую драму». | [ 55 ]        |
| 2017 (64-е вручение)  | Раджеш Мапускар            |      | «Ventilator» (маратхи)             | «Огромный холст, актерский ансамбль и необычный сюжет - все это имеет первостепенное значение». | [ 56 ]        |
| 2018 (65-е вручение)  | Джаярадж                   |      | «Bhayanakam» (малаялам)            | | [ 57 ]        |
| 2019 (66-е вручение)  | Адитья Дхар                |      | «Uri: The Surgical Strike» (хинди) | «Задача реалистичного рассказа правдивой истории военных действий решается с максимальной ясностью и эффективностью» | [ 58 ]        |
| 2020 (67-е вручение)  | Санджай Пуран Сингх Чаухан |      | «Bahattar Hoorain» (хинди)         | | [ 59 ]        |